# Wayne's World
Wayne's World er en amerikansk komediefilm fra 1992 instrueret af Penelope Spheeris og med Mike Myers og Dana Carvey i hovedrollerne. Filmen blev i 1993 efterfulgt af Wayne's World 2.

## Medvirkende
- Mike Myers
- Dana Carvey
- Rob Lowe
- Tia Carrere
- Lara Flynn Boyle